# 河狸科
河狸科（學名：Castoridae）是嚙齒目河狸亞目的一個科，包含多種化石物種，最早出現於始新世晚期。本科共有四個亞科，絕大多數物種已滅絕，現生物種只有一個屬（河狸屬）共兩種（美洲河狸與歐亞河狸）。

## 特徵

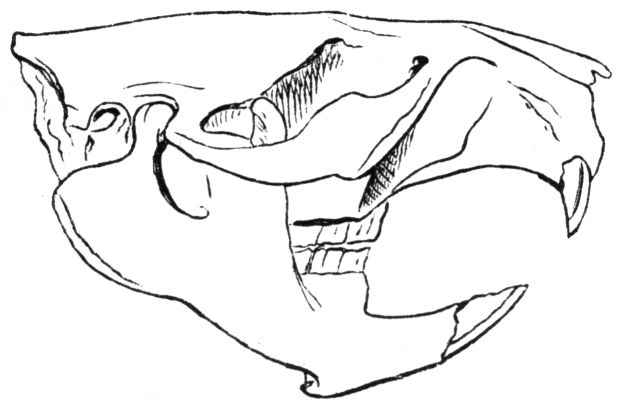
河狸的頭骨

河狸是中型的哺乳動物，體型較多數其他囓齒類大，習性為半水生，體表光滑且後腳有蹼狀構造，尾巴扁平有鱗，有助於其在水中的移動。河狸可以樹枝、泥土等原料在河中建築水壩，以小家庭為單位居住，主要以樹葉等植物原料為食，其門齒發達，齒列式為1.0.1-2.31.0.1.3。

## 演化
河狸科最早的類群為Agnotocastor屬，分布於始新世晚期至漸新世的北美洲與亞洲。窄顱河狸屬（Steneofiber），分布於漸新世至中新世的歐洲，是河狸亞科最早出現的類群，其牙齒尚不適合啃木頭，顯示此為本科較晚出現的特徵 。古河狸屬（Palaeocastor）則分布於中新世的北美洲。更新世時本科出現了若干體型較大的類群，包括歐洲的大河狸屬與美洲的巨河狸屬，其中後者的體型與美洲黑熊接近，但大腦的大小只比現生河狸大一點點。

## 分類
河狸科過去被分成河狸亞科與拟河狸亚科兩個亞科，兩者互為姊妹群，均為半水生、會築水壩的物種。後來又新增Agnotocastorinae與Palaeocastorinae兩個亞科，包含本科中一些較早分支的類群，許多為擅長掘地的物種，習性與現生河狸差異較大。以下列出河狸科之下的所有類群，其中大多數為已滅絕的化石物種
，現生物種僅有一屬共兩種。
- 河狸科 Castoridae
  - †Migmacastor

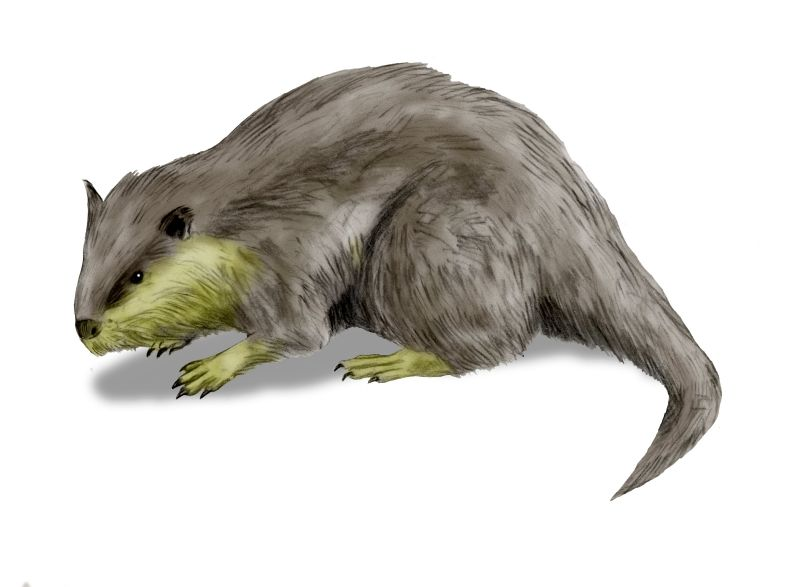
古河狸屬的想像圖，此類動物應為掘地動物，與現生河狸的半水生不同

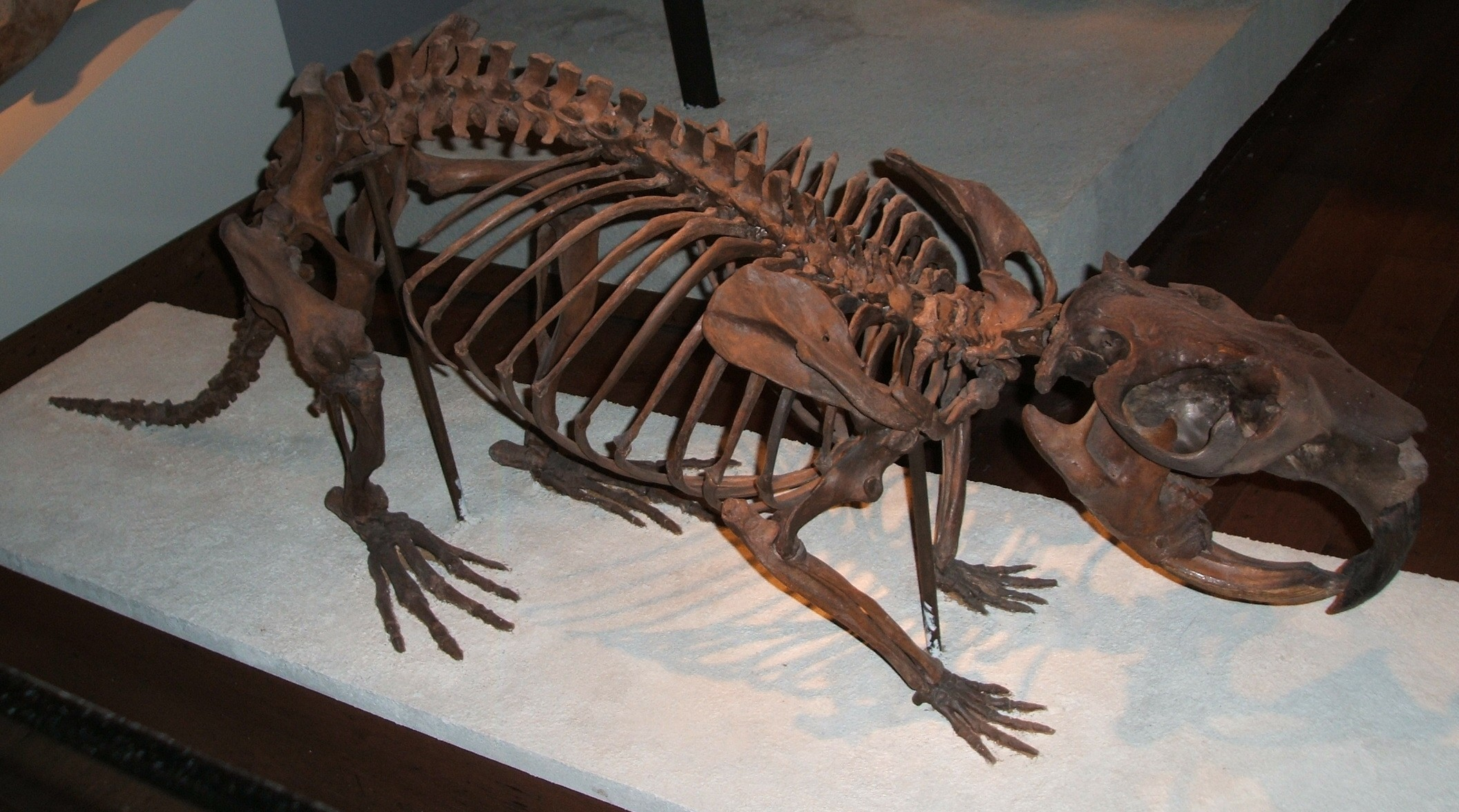
巨河狸屬的化石

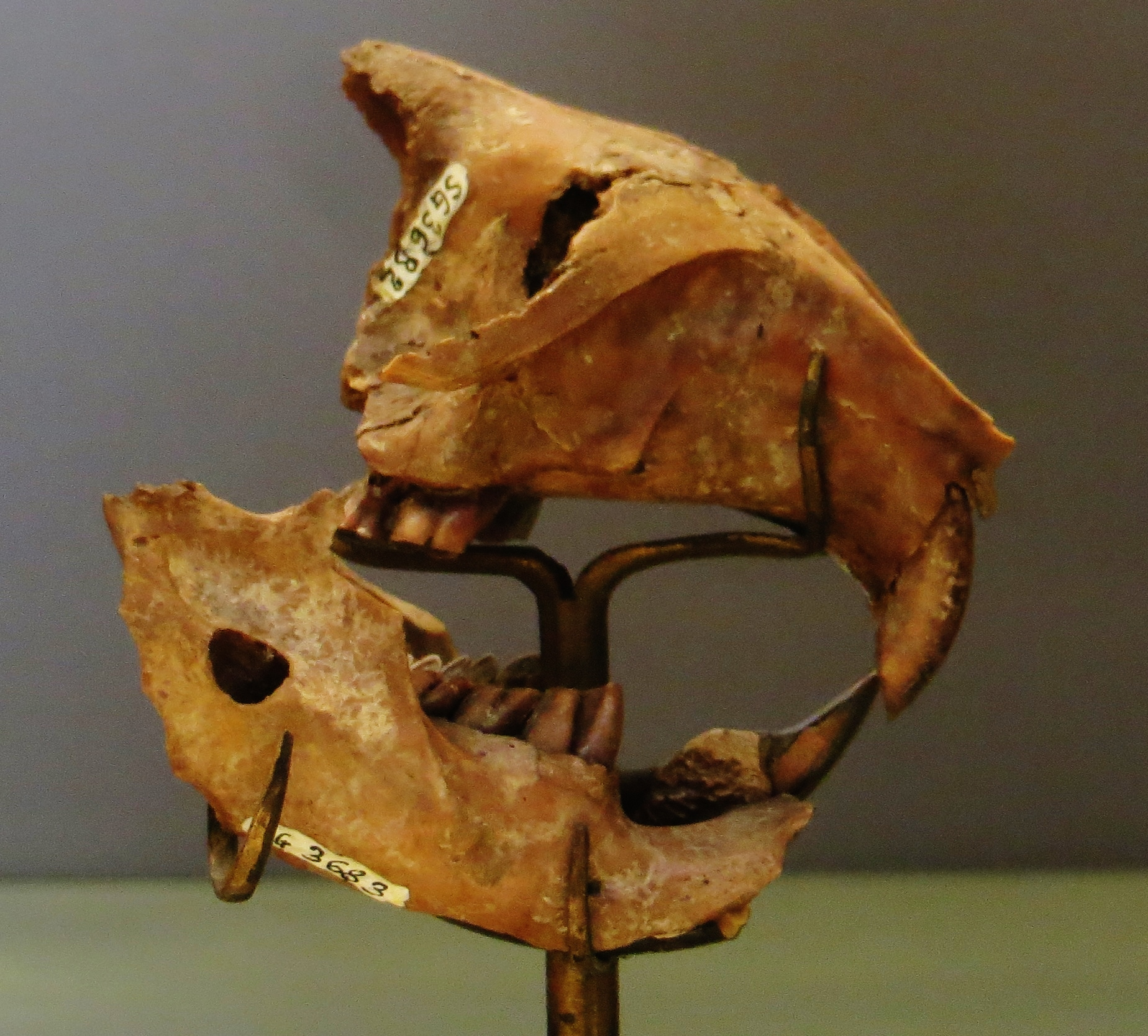
窄顱河狸屬的化石

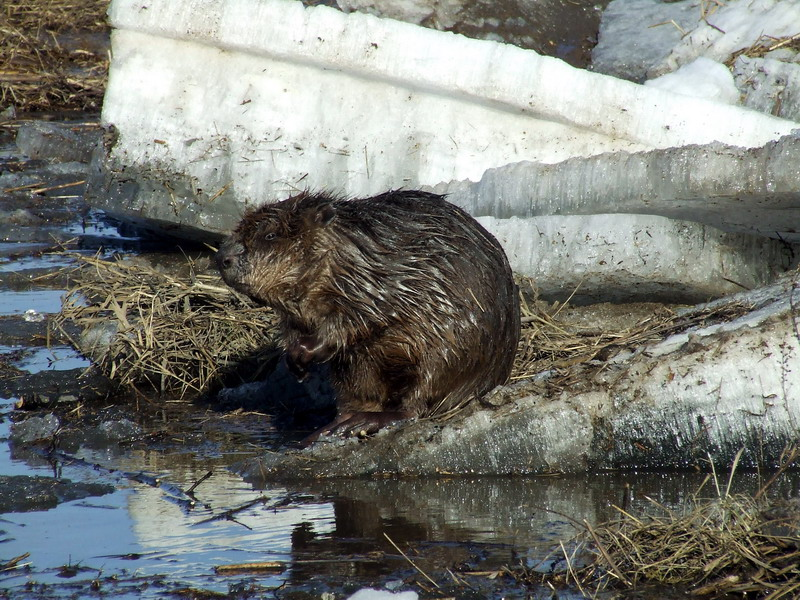
現生的歐亞河狸

  - †Agnotocastorinae（並系群）
    - †Agnotocastorini
      - †Agnotocastor
      - †Neatocastor

    - †Anchitheriomyini
      - †近獸鼠屬（英语：Anchitheriomys） Anchitheriomys
      - †Propalaeocastor
        - †Propalaeocastor irtyshensis Wu, Meng, Ye et Ni, 2002[7]

      - †Oligotheriomys
        - †Oligotheriomys primus Korth, 1998

  - †Palaeocastorinae
    - †古河狸屬 Palaeocastor
    - †Capacikala
    - †Pseudopalaeocastor
    - †Euhapsini
      - †Euhapsis
      - †Fossorcastor

  - †拟河狸亚科（英语：Castoroidinae） Castoroidinae
    - †Priusaulax（？）
    - †Nothodipoidini
      - †真河狸屬 Eucastor
      - †Microdipoides
      - †Nothodipoides

    - †Castoroidini
      - †單溝河狸屬 Monosaulax
      - †Prodipoides
      - †假河狸屬 Dipoides
      - †巨河狸屬 Castoroides
      - †Procastoroides

    - †大河狸族 Trogontheriini
      - †大河狸屬 Trogontherium
      - †Boreofiber
      - †Euroxenomys
      - †楊氏河狸屬 Youngofiber
      - †Asiacastor

  - 河狸亞科（英语：Castorinae） Castorinae
    - †Chalicomys
    - †窄顱河狸屬 Steneofiber
      - †Steneofiber siamensis Suraprasit, Chaimanee, Martin & Jaeger 2011 [8]

    - †Zamolxifiber
    - †Romanofiber
    - †Schreuderia
    - †Sinocastor
    - †豪狸屬 Hystricops
    - 河狸屬 Castor
      - 美洲河狸 Castor canadensis
      - 欧亚河狸 Castor fiber
      - †Castor californicus

## 註腳
1. ↑  部分中文名稱參考：李傳夔. . 第三卷 基幹下孔類 哺乳類 第五冊（上）. 科學出版社.